# KSK Heist
El Koninklijke Sportkring Heist es un equipo de fútbol belga de la ciudad de Heist-op-den-Berg en la provincia de Amberes. Actualmente juega en la División Nacional 1 de Bélgica, la tercera liga de fútbol más importante del país.

## Historia
El club fue fundado como Football Club Heist Sportief en septiembre de 1940. Hasta enero de 1941, el equipo jugó para la Asociación Flamenca de Fútbol, una asociación de fútbol amateur que competía con la Real Asociación Belga. En la primavera de 1941 cambiaron a la RBFA, donde se les asignó el número de matrícula 2948.
Heist Sportief comenzó en la división provincial de Amberes. En 1942/43 jugaron en Tercera Provincial y desde 1943 durante diez años en Segunda Provincial. En 1953, el club todavía jugaba en Primera Provincial, pero en 1954 FC Heist Sportief avanzó al nivel nacional por primera vez en su existencia. En su primera temporada en Cuarta División, el equipo terminó tercero. Heist Sportief consiguió mantenerse en Promoción en los años siguientes, hasta que en 1962 acabaron colistas. Después de ocho temporadas de fútbol nacional, el club volvía al nivel provincial.
FC Heist Sportief permaneció en la Primera Provincial durante seis años, hasta que de nuevo ascendieron a Cuarta División en 1968. La primera temporada después del ascenso, el equipo terminó segundo en su grupo. El club continuó haciéndolo bien hasta principios de los 80, generalmente terminando en la zona media alta de la tabla. En la campaña 1981-82 sin embargo, Heist Sportief quedó penúltimo y volvió a Primera Provincial después de 14 años.
La estancia allí solo duraría tres años, porque en 1985 Heist Sportief pudo volver a ascender. La primera temporada de regreso en Cuarta, Heist Sportief terminó en tercer lugar, apenas dos puntos por detrás de SV Mol y FC Heultje. Al año siguiente, Heist Sportief incluso logró ganar su grupo y así el club ascendió a Tercera División por primera vez en su existencia. En Tercera el club lo hizo bien en los primeros años, con un segundo puesto en la segunda temporada en Tercera División. En el 50 aniversario de su fundación en septiembre de 1990, el club se convirtió en "real" y el nombre pasó a KFC Heist Sportief.
Sin embargo, el club lo pasó mal en 1994 y acabó en un marcado penúltimo puesto, solo un punto por encima del KFC Heultje, que descendió. Heist Sportief aún podría intentar evitar el descenso en la ronda final, pero perdió por penaltis contra KFC Roeselare. Después de siete años, el club volvió a bajar a Cuarta División. También salió mal en Cuarta División dos años después. Heist Sportief fue el último de su serie y, por lo tanto, volvió al fútbol provincial en 1995 después de once temporadas.
Ese año se decidió unir fuerzas con otro club del municipio, KSV Heist-op-den-Berg. Este club tenía aproximadamente la misma edad que KFC Heist Sportief, afiliado a KBVB con la matrícula 3242 y activo en la serie provincial. El club fusionado se llamó Koninklijke Sportkring Heist y continuó jugando con el número matrícula 2948 de Heist Sportief. Los colores blanco-violeta de Heist Sportief fueron reemplazados por azul-blanco-verde, siguiendo los colores del municipio. KSK Heist se convirtió inmediatamente en campeón en su primer año en Primera Provincial y pudo regresar a la Cuarta División en 1997 como un club de fusión. El primer año en Cuarta División terminó en la cola, pero aún tenía una última bala en la ronda final. En ella estaba Stade Leuven, sin embargo, éste fue demasiado fuerte. 
En 2003, KSK Heist volvió a ganar el título de Primer Provincial para volver a la Cuarta División. Esta vez el equipo supo mantenerse bien y terminó año tras año entre los siete primeros. En la campaña 2008/09, KSK Heist finalmente ganó su grupo y ascendió a Tercera División después de 15 años.
En la temporada 2009/10, Heist salió campeón de Tercera División A. Después de dos títulos seguidos, el club ascendió a Segunda División por primera vez. Desde la reforma de la competición en 2016 ha jugado en la Primera División Aficionada (ahora División Nacional 1).

## Palmarés
- Tercera División de Bélgica Grupo A: 1

2009/10

## Resultados
| Temporada                                                            | División | División | División | División | División | División | División | Denominación                           | Puntos                                                | Observaciones                                                                   |                                        |
|                                                                      | I        | I        | II       | III      | P.II     | P.III    |          |                                        |                                                       |                                                                                 |                                        |
| -------------------------------------------------------------------- | -------- | -------- | -------- | -------- | -------- | -------- | -------- | -------------------------------------- | ----------------------------------------------------- | ------------------------------------------------------------------------------- | -------------------------------------- |
| como FC Heist Sportief                                               |          |          |          |          |          |          |          |                                        |                                                       |                                                                                 |                                        |
| 1941/42                                                              |          |          |          |          | 12       |          |          | Segunda Prov. Amberes                  | 19                                                    |                                                                                 |                                        |
| 1942/43                                                              |          |          |          |          |          | 1        |          | Tercera Prov. Amberes                  | 30                                                    |                                                                                 |                                        |
| 1943/44                                                              |          |          |          |          | 3        |          |          | Segunda Prov. Amberes                  | 31                                                    |                                                                                 |                                        |
| 1944/45                                                              |          |          |          |          |          |          |          |                                        |                                                       | sin competición por la II Guerra Mundial                                        |                                        |
| 1945/46                                                              |          |          |          |          | 2        |          |          | Segunda Prov. Amberes                  | 44                                                    |                                                                                 |                                        |
| 1946/47                                                              |          |          |          |          | 3        |          |          | Segunda Prov. Amberes                  | 46                                                    |                                                                                 |                                        |
| 1947/48                                                              |          |          |          |          | 5        |          |          | Segunda Prov. Amberes                  | 36                                                    |                                                                                 |                                        |
| 1948/49                                                              |          |          |          |          | 8        |          |          | Segunda Prov. Amberes                  | 32                                                    |                                                                                 |                                        |
| 1949/50                                                              |          |          |          |          | 3        |          |          | Segunda Prov. Amberes                  | 37                                                    |                                                                                 |                                        |
| 1950/51                                                              |          |          |          |          | 2        |          |          | Segunda Prov. Amberes                  | 43                                                    |                                                                                 |                                        |
| 1951/52                                                              |          |          |          |          | 3        |          |          | Segunda Prov. Amberes                  | 44                                                    |                                                                                 |                                        |
|                                                                      | I        | I        | II       | III      | IV       | P.I      | P.II     | desde 1952/53 hay 4 niveles nacionales | desde 1952/53 hay 4 niveles nacionales                | desde 1952/53 hay 4 niveles nacionales                                          | desde 1952/53 hay 4 niveles nacionales |
| 1952/53                                                              |          |          |          |          |          |          | 1        | Segunda Prov. Amberes                  | 44                                                    |                                                                                 |                                        |
| 1953/54                                                              |          |          |          |          |          | 2        |          | Primera Prov. Amberes                  | 43                                                    |                                                                                 |                                        |
| 1954/55                                                              |          |          |          |          | 3        |          |          | Cuarta B                               | 33                                                    |                                                                                 |                                        |
| 1955/56                                                              |          |          |          |          | 6        |          |          | Cuarta B                               | 30                                                    |                                                                                 |                                        |
| 1956/57                                                              |          |          |          |          | 8        |          |          | Cuarta C                               | 30                                                    |                                                                                 |                                        |
| 1957/58                                                              |          |          |          |          | 12       |          |          | Cuarta C                               | 26                                                    |                                                                                 |                                        |
| 1958/59                                                              |          |          |          |          | 10       |          |          | Cuarta A                               | 27                                                    |                                                                                 |                                        |
| 1959/60                                                              |          |          |          |          | 13       |          |          | Cuarta C                               | 24                                                    |                                                                                 |                                        |
| 1960/61                                                              |          |          |          |          | 11       |          |          | Cuarta C                               | 27                                                    |                                                                                 |                                        |
| 1961/62                                                              |          |          |          |          | 16       |          |          | Cuarta D                               | 13                                                    |                                                                                 |                                        |
| 1962/63                                                              |          |          |          |          |          | 11       |          | Primera Prov. Amberes                  | 27                                                    |                                                                                 |                                        |
| 1963/64                                                              |          |          |          |          |          | 9        |          | Primera Prov. Amberes                  | 31                                                    |                                                                                 |                                        |
| 1964/65                                                              |          |          |          |          |          | 9        |          | Primera Prov. Amberes                  | 29                                                    |                                                                                 |                                        |
| 1965/66                                                              |          |          |          |          |          | 14       |          | Primera Prov. Amberes                  | 24                                                    |                                                                                 |                                        |
| 1966/67                                                              |          |          |          |          |          | 6        |          | Primera Prov. Amberes                  | 33                                                    |                                                                                 |                                        |
| 1967/68                                                              |          |          |          |          |          | 2        |          | Primera Prov. Amberes                  | 41                                                    |                                                                                 |                                        |
| 1968/69                                                              |          |          |          |          | 2        |          |          | Cuarta C                               | 40                                                    |                                                                                 |                                        |
| 1969/70                                                              |          |          |          |          | 5        |          |          | Cuarta B                               | 31                                                    |                                                                                 |                                        |
| 1970/71                                                              |          |          |          |          | 4        |          |          | Cuarta C                               | 36                                                    |                                                                                 |                                        |
| 1971/72                                                              |          |          |          |          | 3        |          |          | Cuarta C                               | 38                                                    |                                                                                 |                                        |
| 1972/73                                                              |          |          |          |          | 5        |          |          | Cuarta C                               | 37                                                    |                                                                                 |                                        |
| 1973/74                                                              |          |          |          |          | 3        |          |          | Cuarta C                               | 37                                                    |                                                                                 |                                        |
| 1974/75                                                              |          |          |          |          | 2        |          |          | Cuarta C                               | 41                                                    |                                                                                 |                                        |
| 1975/76                                                              |          |          |          |          | 12       |          |          | Cuarta B                               | 28                                                    |                                                                                 |                                        |
| 1976/77                                                              |          |          |          |          | 2        |          |          | Cuarta C                               | 39                                                    |                                                                                 |                                        |
| 1977/78                                                              |          |          |          |          | 3        |          |          | Cuarta B                               | 34                                                    |                                                                                 |                                        |
| 1978/79                                                              |          |          |          |          | 6        |          |          | Cuarta C                               | 32                                                    |                                                                                 |                                        |
| 1979/80                                                              |          |          |          |          | 11       |          |          | Cuarta B                               | 30                                                    |                                                                                 |                                        |
| 1980/81                                                              |          |          |          |          | 6        |          |          | Cuarta B                               | 29                                                    |                                                                                 |                                        |
| 1981/82                                                              |          |          |          |          | 15       |          |          | Cuarta C                               | 24                                                    |                                                                                 |                                        |
| 1982/83                                                              |          |          |          |          |          | 6        |          | Primera Prov. Amberes                  | 31                                                    |                                                                                 |                                        |
| 1983/84                                                              |          |          |          |          |          | 4        |          | Primera Prov. Amberes                  | 37                                                    |                                                                                 |                                        |
| 1984/85                                                              |          |          |          |          |          | 1        |          | Primera Prov. Amberes                  | 45                                                    |                                                                                 |                                        |
| 1985/86                                                              |          |          |          |          | 3        |          |          | Cuarta B                               | 38                                                    |                                                                                 |                                        |
| 1986/87                                                              |          |          |          |          | 1        |          |          | Cuarta B                               | 49                                                    |                                                                                 |                                        |
| 1987/88                                                              |          |          |          | 4        |          |          |          | Tercera B                              | 34                                                    |                                                                                 |                                        |
| 1988/89                                                              |          |          |          | 2        |          |          |          | Tercera B                              | 38                                                    |                                                                                 |                                        |
| 1989/90                                                              |          |          |          | 14       |          |          |          | Tercera B                              | 22                                                    |                                                                                 |                                        |
| como KFC Heist Sportief                                              |          |          |          |          |          |          |          |                                        |                                                       |                                                                                 |                                        |
| 1990/91                                                              |          |          |          | 14       |          |          |          | Tercera B                              | 24                                                    |                                                                                 |                                        |
| 1991/92                                                              |          |          |          | 7        |          |          |          | Tercera B                              | 31                                                    |                                                                                 |                                        |
| 1992/93                                                              |          |          |          | 10       |          |          |          | Tercera B                              | 29                                                    |                                                                                 |                                        |
| 1993/94                                                              |          |          |          | 15       |          |          |          | Tercera B                              | 18                                                    |                                                                                 |                                        |
| 1994/95                                                              |          |          |          |          | 11       |          |          | Cuarta B                               | 28                                                    |                                                                                 |                                        |
| como KSK Heist (fusión de FC Heist Sportief y KSV Heist-op-den-Berg) |          |          |          |          |          |          |          |                                        |                                                       |                                                                                 |                                        |
| 1995/96                                                              |          |          |          |          | 16       |          |          | Cuarta B                               | 20                                                    |                                                                                 |                                        |
| 1996/97                                                              |          |          |          |          |          | 1        |          | Primera Prov. Amberes                  | 64                                                    |                                                                                 |                                        |
| 1997/98                                                              |          |          |          |          | 12       |          |          | Cuarta C                               | 36                                                    |                                                                                 |                                        |
| 1998/99                                                              |          |          |          |          | 12       |          |          | Cuarta B                               | 37                                                    |                                                                                 |                                        |
| 1999/00                                                              |          |          |          |          | 14       |          |          | Cuarta B                               | 31                                                    |                                                                                 |                                        |
| 2000/01                                                              |          |          |          |          |          | 9        |          | Primera Prov. Amberes                  | 44                                                    |                                                                                 |                                        |
| 2001/02                                                              |          |          |          |          |          | 3        |          | Primera Prov. Amberes                  | 54                                                    |                                                                                 |                                        |
| 2002/03                                                              |          |          |          |          |          | 1        |          | Primera Prov. Amberes                  | 68                                                    |                                                                                 |                                        |
| 2003/04                                                              |          |          |          |          | 6        |          |          | Cuarta C                               | 45                                                    |                                                                                 |                                        |
| 2004/05                                                              |          |          |          |          | 5        |          |          | Cuarta C                               | 50                                                    |                                                                                 |                                        |
| 2005/06                                                              |          |          |          |          | 7        |          |          | Cuarta C                               | 45                                                    |                                                                                 |                                        |
| 2006/07                                                              |          |          |          |          | 4        |          |          | Cuarta C                               | 50                                                    |                                                                                 |                                        |
| 2007/08                                                              |          |          |          |          | 6        |          |          | Cuarta B                               | 46                                                    |                                                                                 |                                        |
| 2008/09                                                              |          |          |          |          | 1        |          |          | Cuarta C                               | 62                                                    |                                                                                 |                                        |
| 2009/10                                                              |          |          |          | 1        |          |          |          | Tercera A                              | 76                                                    |                                                                                 |                                        |
| 2010/11                                                              |          |          | 10       |          |          |          |          | Segunda                                | 43                                                    |                                                                                 |                                        |
| 2011/12                                                              |          |          | 8        |          |          |          |          | Segunda                                | 46                                                    |                                                                                 |                                        |
| 2012/13                                                              |          |          | 16       |          |          |          |          | Segunda                                | 30                                                    | descenso evitado por descenso directo de K. Beerschot AC a Tercera              |                                        |
| 2013/14                                                              |          |          | 16       |          |          |          |          | Segunda                                | 31                                                    | descenso evitado debido a que RWDM Brussels FC no recibió licencia para Segunda |                                        |
| 2014/15                                                              |          |          | 14       |          |          |          |          | Segunda                                | 36                                                    |                                                                                 |                                        |
| 2015/16                                                              |          |          | 16       |          |          |          |          | Segunda                                | 19                                                    |                                                                                 |                                        |
|                                                                      | 1A       | 1B       | 1Am      | 2Am      | 3Am      | P.I      | P.II     |                                        | desde 2016-17 hay 3 niveles nacionales y 2 regionales | desde 2016-17 hay 3 niveles nacionales y 2 regionales                           |                                        |
| 2016/17                                                              |          |          | 4        |          |          |          |          | Primera Div. Afic.                     | 51                                                    |                                                                                 |                                        |
| 2017/18                                                              |          |          | 6        |          |          |          |          | Primera Div. Afic.                     | 47                                                    |                                                                                 |                                        |
| 2018/19                                                              |          |          | 10       |          |          |          |          | Primera Div. Afic.                     | 38                                                    |                                                                                 |                                        |
| 2019/20                                                              |          |          | 4        |          |          |          |          | Primera Div. Afic.                     | 38                                                    | competición suspendida por Covid-19                                             |                                        |
| 2020/21                                                              |          |          |          |          |          |          |          | Div. Nacional 1                        |                                                       | competición suspendida por Covid-19                                             |                                        |
| 2021/22                                                              |          |          | 9        |          |          |          |          | Div. Nacional 1                        | 39                                                    |                                                                                 |                                        |
| 2022/23                                                              |          |          | 6        |          |          |          |          | Div. Nacional 1                        | 61                                                    |                                                                                 |                                        |
| 2023/24                                                              |          |          | 6        |          |          |          |          | Div. Nacional 1                        | 51                                                    |                                                                                 |                                        |